# Dominique Fishback
Dominique Fishback, född den 22 mars 1991 i New York City, är en amerikansk skådespelare.
Fishback har bland annat medverkat i TV-serierna The Deuce mellan 2017 och 2019, Swarm från 2023, och filmen Judas and the Black Messiah från 2021. Hon medverkar även i filmen Transformers: Rise of the Beasts med planerad premiär i juni 2023.

## Filmografi (i urval)
- 2017-2019: The Deuce
- 2021: Judas and the Black Messiah
- 2021 – Modern Love (TV-serie)
- 2023: Transformers: Rise of the Beasts
- 2023: Swarm